# Lakshmi Menon
Lakshmi Menon (Bangalore, 4 novembre 1981) è una modella indiana.

## Carriera
Lakshmi Menon intraprende la carriera di modella per guadagnare denaro mentre studiava sociologia presso l'università di Bangalore. Dopo aver lavorato in India per diversi anni, dal 2006 inizia a sfilare in tutto il mondo. Dapprima lavora per Jean Paul Gaultier, a cui segue Hermès di cui diventa anche testimonial, Max Mara, Givenchy e H&M.
La Menon compare in un servizio dell'edizione francese di Vogue per la prima volta nell'ottobre 2008, dopo aver sfilato a Milano per La Perla, D&G e Givenchy. La modella è inoltre comparsa sulle edizioni americane, spagnole, indiane e francesi di Vogue, Harper's Bazaar, V Magazine, Dazed, Elle (su cui compare anche in copertina) ed Allure.  Nel 2008 vince il riconoscimento “This year's Model” assegnato da Vogue. Viene anche nominata come una della migliori dieci modelle emergenti dal sito Style.com.
Nel dicembre 2008, nell'articolo "What's Hot For 2009", la giornalista Lucie Greene del Daily Mail include Menon nella categoria "Hot", predicendo che presto otterrà lo status di supermodella. Il fotografo indiano Prabuddha Dasgupta ha descritto la Menon definendola "Il vero volto della bellezza" Nel 2008 Vogue l'ha descritta come l'incarnazione dello stile di Givenchy.
Nel 2010 è stata scelta per posare per l'edizione del 2011 del celebre Calendario Pirelli.

## Agenzie
- Storm Model Agency - Londra
- Supreme Management
- Modelwerk
- Nathalie Models
- Women Management - Milano